# Unione Sportiva Lucchese Libertas 1951-1952
Questa voce raccoglie le informazioni riguardanti il l'Unione Sportiva Lucchese Libertas nelle competizioni ufficiali della stagione 1951-1952.

## Rosa
| N. |                      | Ruolo | Calciatore                |
| -- | -------------------- | ----- | ------------------------- |
|    | Italia (bandiera)    | P     | Aldo De Fazio             |
|    | Italia (bandiera)    | D     | Araldo Caprili            |
|    | Italia (bandiera)    | D     | Gianfranco Dell'Innocenti |
|    | Italia (bandiera)    | D     | Ivano Dinelli             |
|    | Italia (bandiera)    | D     | Fedele Greco              |
|    | Italia (bandiera)    | D     | Vasco Puccioni            |
|    | Italia (bandiera)    | D     | Leandro Remondini         |
|    | Italia (bandiera)    | D     | Mauro Simeoli             |
|    | Italia (bandiera)    | C     | Menotti Avanzolini        |
|    | Italia (bandiera)    | C     | Piero Biagini             |
|    | Danimarca (bandiera) | C     | Hans Colberg              |

| N. |                      | Ruolo | Calciatore              |
| -- | -------------------- | ----- | ----------------------- |
|    | Italia (bandiera)    | C     | Tommaso Maestrelli      |
|    | Danimarca (bandiera) | A     | Kai Frandsen            |
|    | Argentina (bandiera) | A     | Carlos Esteban González |
|    | Ungheria (bandiera)  | A     | Mihály Kincses          |
|    | Italia (bandiera)    | A     | Carlo Lucchesi          |
|    | Italia (bandiera)    | A     | Giuseppe Nuoto          |
|    | Italia (bandiera)    | A     | Luigi Parodi            |
|    | Italia (bandiera)    | A     | Carlo Scarpato          |
|    | Italia (bandiera)    | A     | Sauro Taiti             |
|    | Italia (bandiera)    | A     | Mario Tontodonati       |
|    | Italia (bandiera)    | A     | Giuseppe Veneri         |

## Risultati

### Serie A

#### Girone di andata
| 9 settembre 1951 1ª giornata | Lucchese | 2 – 0 referto | Atalanta |  |

| 16 settembre 1951 2ª giornata | Milan | 4 – 0 referto | Lucchese |  |

| 23 settembre 1951 3ª giornata | Lucchese | 4 – 2 referto | Legnano |  |

| 30 settembre 1951 4ª giornata | Napoli | 2 – 0 referto | Lucchese |  |

| 7 ottobre 1951 5ª giornata | Lucchese | 0 – 1 referto | Padova |  |

| 14 ottobre 1951 6ª giornata | Lazio | 3 – 0 referto | Lucchese |  |

| 21 ottobre 1951 7ª giornata | Lucchese | 0 – 0 referto | Fiorentina |  |

| 28 ottobre 1951 8ª giornata | Triestina | 3 – 1 referto | Lucchese |  |

| 4 novembre 1951 9ª giornata | Lucchese | 1 – 1 referto | Novara |  |

| 18 novembre 1951 10ª giornata | Juventus | 2 – 0 referto | Lucchese |  |

| 2 dicembre 1951 11ª giornata | Lucchese | 1 – 0 referto | Inter |  |

| 9 dicembre 1951 12ª giornata | Pro Patria | 2 – 1 referto | Lucchese |  |

| 16 dicembre 1951 13ª giornata | Bologna | 2 – 1 referto | Lucchese |  |

| 23 dicembre 1951 14ª giornata | Lucchese | 1 – 1 referto | Sampdoria |  |

| 30 dicembre 1951 15ª giornata | Torino | 1 – 1 referto | Lucchese |  |

| 6 gennaio 1952 16ª giornata | Lucchese | 1 – 1 referto | Udinese |  |

| 13 gennaio 1952 17ª giornata | Como | 1 – 1 referto | Lucchese |  |

| 20 gennaio 1952 18ª giornata | Lucchese | 1 – 0 referto | Palermo |  |

| 27 gennaio 1952 19ª giornata | SPAL | 1 – 0 referto | Lucchese |  |

#### Girone di ritorno
| 3 febbraio 1952 20ª giornata | Atalanta | 1 – 2 referto | Lucchese |  |

| 20 febbraio 1952 21ª giornata | Lucchese | 0 – 5 referto | Milan |  |

| 17 febbraio 1952 22ª giornata | Legnano | 0 – 2 referto | Lucchese |  |

| 24 febbraio 1952 23ª giornata | Lucchese | 0 – 0 referto | Napoli |  |

| 9 marzo 1952 24ª giornata | Padova | 0 – 1 referto | Lucchese |  |

| 16 marzo 1952 25ª giornata | Lucchese | 4 – 0 referto | Lazio |  |

| 23 marzo 1952 26ª giornata | Fiorentina | 1 – 0 referto | Lucchese |  |

| 30 marzo 1952 27ª giornata | Lucchese | 1 – 2 referto | Triestina |  |

| 6 aprile 1952 28ª giornata | Novara | 1 – 0 referto | Lucchese |  |

| 13 aprile 1952 29ª giornata | Lucchese | 0 – 0 referto | Juventus |  |

| 20 aprile 1952 30ª giornata | Inter | 4 – 3 referto | Lucchese |  |

| 27 aprile 1952 31ª giornata | Lucchese | 2 – 0 referto | Pro Patria |  |

| 4 maggio 1952 32ª giornata | Lucchese | 0 – 0 referto | Bologna |  |

| 11 maggio 1952 33ª giornata | Sampdoria | 1 – 1 referto | Lucchese |  |

| 18 maggio 1952 34ª giornata | Lucchese | 3 – 0 referto | Torino |  |

| 1 giugno 1952 35ª giornata | Udinese | 2 – 0 referto | Lucchese |  |

| 8 giugno 1952 36ª giornata | Lucchese | 1 – 2 referto | Como |  |

| 15 giugno 1952 37ª giornata | Palermo | 3 – 1 referto | Lucchese |  |

| 22 giugno 1952 38ª giornata | Lucchese | 2 – 0 referto | SPAL |  |

## Statistiche

### Statistiche di squadra
| Competizione | Punti | In casa | In casa | In casa | In casa | In casa | In casa | In trasferta | In trasferta | In trasferta | In trasferta | In trasferta | In trasferta | Totale | Totale | Totale | Totale | Totale | Totale | DR  |
| Competizione | Punti | G       | V       | N       | P       | Gf      | Gs      | G            | V            | N            | P            | Gf           | Gs           | G      | V      | N      | P      | Gf     | Gs     | DR  |
| ------------ | ----- | ------- | ------- | ------- | ------- | ------- | ------- | ------------ | ------------ | ------------ | ------------ | ------------ | ------------ | ------ | ------ | ------ | ------ | ------ | ------ | --- |
| Serie A      | 32    | 19      | 8       | 7       | 4       | 24      | 15      | 19           | 3            | 3            | 13           | 15           | 34           | 38     | 11     | 10     | 17     | 39     | 49     | -10 |

### Statistiche dei giocatori
| Giocatore         | Serie A  | Serie A |
| Giocatore         | Presenze | Reti    |
| ----------------- | -------- | ------- |
| M. Avanzolini     | 14       | 0       |
| P. Biagini        | 1        | 0       |
| A. Caprili        | 16       | 0       |
| H. Colberg        | 20       | 0       |
| A. De Fazio       | 38       | -49     |
| G. Dell'Innocenti | 33       | 0       |
| I. Dinelli        | 2        | 0       |
| K. Frandsen       | 32       | 11      |
| C. Gonzales       | 10       | 0       |
| F. Greco          | 38       | 2       |
| M. Kincses        | 10       | 1       |
| C. Lucchesi       | 31       | 5       |
| T. Maestrelli     | 35       | 1       |
| G. Nuoto          | 19       | 6       |
| L. Parodi         | 23       | 3       |
| V. Puccioni       | 3        | 0       |
| L. Remondini      | 3        | 1       |
| C. Scarpato       | 36       | 1       |
| M. Simeoli        | 4        | 0       |
| S. Taiti          | 19       | 1       |
| M. Tontodonati    | 30       | 7       |
| G. Veneri         | 1        | 0       |